# Penisa albigrisea
Penisa albigrisea är en fjärilsart som beskrevs av W. Warren 1914. Penisa albigrisea ingår i släktet Penisa och familjen nattflyn. Inga underarter finns listade i Catalogue of Life.